# Banca Popolare di Bergamo
La Banca Popolare di Bergamo è stata una banca italiana con sede a Bergamo.

## Storia
Nel 1869 venne fondata con pubblica sottoscrizione la Banca mutua popolare della città e provincia di Bergamo, che nel 1883 divenne semplicemente Banca mutua popolare di Bergamo.
Nel 1922 fu aperta la prima sede fuori della provincia di Bergamo, a Milano.
Nel 1950 assunse il nome Banca popolare di Bergamo.
Fra gli anni Sessanta e gli anni Ottanta la BPB, assorbendo undici istituti minori, raggiunse dimensioni regionali.
Nel 1992 la BPB si è fusa con il Credito Varesino e ha assunto il nome Banca Popolare di Bergamo – Credito Varesino. È stata la prima banca popolare ad essere quotata alla Borsa Italiana.
Nella seconda metà degli anni Novanta acquisì il controllo della Banca Popolare di Ancona, della Cassa di Risparmio di Fano, della Banca Brignone, e nel 2001 quello di Centrobanca.
Il 13 dicembre 2002 è stata annunciata la fusione tra Banca Popolare di Bergamo, Banca Popolare Commercio e Industria e Banca Popolare di Luino e di Varese, autorizzata dalla Banca d'Italia nel marzo 2003 ed approvata dalle Assemblee nel mese di maggio 2003, che ha dato vita al Gruppo BPU Banca.
La rete degli sportelli della BPB è stata ricostituita in forma di società per azioni con il nome di Banca Popolare di Bergamo S.p.A, mentre la controllante BPU rimaneva una società cooperativa.
Il gruppo BPU Banca - Banche Popolari Unite si è successivamente fuso con Banca Lombarda e Piemontese nel 2007, creando UBI Banca, di cui la BPB era una "banca rete".
Infine, la Banca Popolare di Bergamo è stata incorporata nella UBI Banca con decorrenza 20 febbraio 2017.